# Средній Врх (Доброва-Полхов Градець)
Средній Врх (словен. Srednji Vrh) — поселення в общині Доброва-Полхов Градець, Осреднєсловенський регіон, Словенія. 
Висота над рівнем моря: 664 м.